# Jan Józef Tarnowski
Jan Józef Tarnowski herbu Leliwa (ur. 6 grudnia 1826, zm. 11 kwietnia 1898) – ziemianin, hodowca koni, poseł na Sejm Krajowy Galicji i do austriackiej Rady Państwa

## Życiorys
Początkowo gospodarował w rodzinnym Chorzelowie, gdzie założył w 1850 pierwszą w Galicji stadninę koni pełnej krwi angielskiej. Był członkiem pierwszej rady nadzorczej (1850-1854) i następnie w latach 1861–1867 Towarzystwa Wzajemnych Ubezpieczeń w Krakowie.
Od r. 1862 należał do Grona Krakowskiego, a następnie do Komitetu Obywatelskiego ("biali"). Współpracownik Jana Dzierżysława Tarnowskiego (1835-1894) brata jego żony W czasie powstania styczniowego stworzył wspólnie z żoną w swoim majątku jeden z najsilniejszych ośrodków wsparcia powstańców. Tu w kwietniu i czerwcu 1863 formowano z jego materialnym wsparciem oddziały Andrzeja Łopackiego. Tu również przez pewien czas stacjonował sztab gen. Zygmunta Jordana. Zagrożony aresztowaniem przez policję austriacką wyjechał do zaboru pruskiego a następnie do Anglii. Tu uzupełniał swą wiedzę w zakresie hodowli koni pełnej krwi.
W 1866 powrócił do kraju. Związany ze środowiskiem stańczyków, pełnił szereg funkcji publicznych. Był m.in. członkiem (1867-1891) i prezesem (1867-1870) Rady Powiatu w Mielcu. Poseł do Sejmu Krajowego Galicji II kadencji (1867–1869) III kadencji (1870–1876) wybierany  w IV kurii obwodu Tarnów, z okręgu wyborczego nr 70 Mielec-Zassów.. Mandat poselski z tego okręgu przejął po nim Mieczysław Rey, Był także posłem do austriackiej Rady Państwa II kadencji (17 stycznia 1870 - 31 marca 1870) III kadencji (24 maja 1871 - 10 sierpnia 1871) wybieranym w kurii XXI – jako delegat z grona posłów wiejskich okręgów: Jasło, Rzeszów, Łańcut, Leżajsk, Rozwadów, Tyczyn, Tarnów, Dąbrowa, Dębica, Ropczyce, Mielec. Po zmianie ordynacji wyborczej  ponownie był posłem V kadencji (05 listopada 1873 - 1 października 1877) i VI kadencji (7 października 1879 - 23 kwietnia 1885), wybieranym w wyborach bezpośrednich w kurii IV (gmin wiejskich) w okręgu wyborczym 7 Ropczyce, Mielec, Radomyśl, Tarnobrzeg, Rozwadów. W parlamencie austriackim należał do frakcji posłów konserwatywnych Koła Polskiego.
Od 1868 członek Towarzystwa Historyczno-Literackiego w Paryżu. Zajmował się jednak gospodarowaniem majątkiem i prowadzeniem stadniny koni pełnej krwi w Chorzelowie. Jego stadnina odegrała dużą rolę w galicyjskiej hodowli w 2. poł. XIX w. Pochodzące z niej konie uczestniczyły w wyścigach we Lwowie (1866, 1871) i Krakowie (1872). Od 1872 był wspólnikiem znanego hodowcy koni wyścigowych Oktawiana Ormowskiego z Połowiec w pow. czortkowskim. Najbardziej znanym z jego stajni a zarazem jednym z najlepszych ówcześnie koni wyścigowych w Europie był ogier Przedświt, którego utrwalił na swoich obrazach Juliusz Kossak. Koń ten m.in. w 1875 ogier ten uczestniczył w 29 wyścigach w Austrii, Niemczech, na Węgrzech i w Rosji, zwyciężając w 23, Stał się też protoplastą z czasem rasy "Przedświtów".
Został pochowany w krypcie pod prezbiterium kościoła w Chorzelowie.

## Rodzina
Był synem założyciela chorzelowskiej linii rodu Tarnowskich - Michała Tarnowskiego (1782-1831) i Elżbiety z Wysockich (1799-1869). Miał siostry Marię (1828-1854), żonę Ludwika Dominika Szawłowskiego (1825-1905), i Rozalię Elżbietę (ur. i zm. 1830). Był bratankiem Jana Feliksa Tarnowskiego (1777 - 1842) Od 1853 mąż Karoliny z Tarnowskich (1832-1888), mieli synów dziedzica Chorzelowa Jana Bogdana (1853-1914), Krzysztofa (1856-1864), Karola (1859-1863), Stanisława (1861-1917), Szczepana (1862-1940) i Juliusza (1868-1932) oraz córki: Marię (1854-1921), Teresę (ur. i zm. 1858), Zofię (1866-1954) i Różę (1876-1882).